# Bickerton Island
Bickerton Island liegt 13 km westlich von Groote Eylandt im Golf von Carpentaria und gehört zum Arnhem Land, Northern Territory, Australien. Die 21,5 Kilometer lange und 20,5 Kilometer breite Insel ist mit 215 Quadratkilometern Fläche die zweitgrößte Insel der Inselgruppe Groote Eylandt. Es leben dort dauerhaft 135 Personen.
Bickerton Island wurde vom britischen Forschungsreisenden Matthew Flinders am 4. Januar 1803 nach dem britischen Admiral Sir Richard Bickerton benannt. Er notierte sich:

“No part of Groote Eylandt was in sight; but an island of considerable extent and elevation, not noticed in the old chart, lay six or seven miles to the E. N. E.; and I have called it Bickerton's Island, in compliment to admiral Sir Richard Bickerton. […] In passing the south side of Bickerton's Island, we observed in it a deep bight or bay which would afford shelter in the north-west monsoon, if there be depth sufficient for a ship; and the hills at the back being high and woody, there was a probability of its receiving a stream of fresh water. The country round the entrance of the bight, had the appearance of being sandy and sterile.”

„Kein Teil von Groote Eylandt war in Sicht; aber eine Insel von erheblicher Ausdehnung und Erhebung, die nicht in der alten Seekarte verzeichnet war, lag sechs oder sieben Meilen ostnordost; und ich habe sie Bickerton's Island genannt, zu Ehren von Admiral Sir Richard Bickerton. […] Beim Passieren der Südseite von Bickerton's Island beobachteten wir in ihr eine tiefe Bucht oder Bucht [?], welche während des Nord-West-Monsuns Schutz bieten würde, wenn dort für ein Schiff ausreichende Tiefe herrschte; und die Hügel dahinter waren hoch und waldig [bewaldet], es gab die Wahrscheinlichkeit [Möglichkeit], dass es dort einen Strom von Süßwasser gab. Das Land um den Eingang der Bucht hatte den Anschein, sandig und steril zu sein.“

Auf der Insel gibt es seit 1975 die Aborigines-Siedlung Milyakburra, die auf der östlichen Seite der South Bay liegt. Die Siedlung kann per Boot oder Flugzeug erreicht werden. Auf Bickerton Island gibt es keine befestigten Straßen.
88 % der 178 Inselbewohner sind Aborigines der Anindilyakwa.
2008 wurde eine Vereinbarung zwischen dem Anindilyakwa Land Council (ALC), der Regierung des Northern Territory, der australischen Bundesregierung, dem East Arnhem Shire Council (EASC) und der Groote Eylandt Mining Company (GEMCO) über die Zusammenarbeit mit den Anindilyakwa geschlossen.
Ende 1926 gab es eine gewalttätige Auseinandersetzung zwischen den lokalen Aborigines und japanischen Fischern, die mit ihrem Boot auf Bickerton Island gestrandet waren, wobei ein Japaner und ein Aborigine ums Leben kamen.